# Muhamet Përmeti
Muhamet Nuri Përmeti (Tirana, 15 febbraio 1935) è un ex cestista e allenatore di pallacanestro albanese.

## Carriera
Con l'Albania ha disputato i  Campionati europei del 1957 ed è stato capitano della selezione nazionale.